# فلورا دراموند
البريطانية فلورا مكينون دراموند (من مواليد 4 أغسطس عام 1878 في مانشستر - توفيت في 7 يناير عام 1949في كررادل)، هي مدافعة عن حق النساء في التصويت. لُقبت باسم «الجنرال» بسبب قيادتها المُعتادة لمسيرات حقوق النساء، وهي مرتدية الزي العسكري «مع قبعة الضباط والكتّافيات» ممتطية خيلًا ضخمًا.
كانت دراموند مُنظّمة للاتحاد الاجتماعي والسياسي للمرأة (WSPU)، بل وسُجنت تسع مرات بسبب نشاطها في حركة حق المرأة في التصويت، إذ كان نشاطها السياسي الرئيسي هو تنظيم وقيادة التجمعات والمسيرات والمظاهرات، فقد كانت خطيبًا بارعًا ومُلهمًا، وتمتعت بسمعة طيبة في قدرتها على إخضاع المدققين بسهولة.

## نشأتها
وُلدت فلورا مكينون جيبسون في 4 أغسطس عام 1878 في مانشستر، لوالدتها سارة (اسمها عند الولادة كووك) ووالدها الخياط فرانسيس جيبسون. انتقلت العائلة إلى بيرنميل في جزيرة أران، حيث كانت جذور والدتها، عندما كانت فلورا ماتزال طفلة صغيرة.
غادرت فلورا المدرسة الثانوية في سن الرابعة عشرة، وانتقلت إلى غلاسكو لحضور دروة تدريبية في مجال إدارة الأعمال في مدرسة للخدمة المدنية، حيث حصلت على مؤهلات لتصبح مديرة مكتب بريد، ولكنها رُفضت بسبب طولها البالغ خمسة أقدام وبوصة واحدة (1.55 مترًا)، بينما كان شرط الحد الأدنى للطول المطلوب للوظيفة المُقدمة حديثًا هو 5 أقدام وبوصتين (1.57 مترًا).
استمر شعور فلورا بالاستياء على الرغم من متابعتها للحصول على مؤهل الجمعية الملكية للفنون في الاختزال والكتابة، وذلك بسبب التمييز الذي عني أن النساء، بسبب متوسط طولهن الأقل، يُمنعن من أن يُصبحن مدراء بريد.
عادت فلورا بعد زواجها من جوزيف دراموند إلى المدينة التي وُلدت فيها، وقد كانت هي وزوجها ناشطين في جمعية فابيان وحزب العمل المستقل.

## النشاط السياسي
انضمت فلورا دراموند إلى الاتحاد الاجتماعي والسياسي للمرأة في عام 1906. سُجن كلًا من كريستيل بانكهورست وأني تشرشل عُقب اجتماع انتخابي للحزب الليبرالي في فري تريد هول (قاعة التجارة الحرة) في مانشستر، وذلك بسبب الإلحاح على المرشح، ونستون تشرشل، للإجابة على السؤال «إذا انتُخبت، فهل ستبذل قصارى جهدك لجعل حق المرأة في التصويت تدبيرًا حكوميًا؟». عقد الاتحاد الاجتماعي والسياسي للمرأة اجتماعًا احتفاليًا في مانشستر عندما أُطلق سراح المرأتين، إذ حضرته فلورا التي شهدت اعتقالهم وأقنعتهم بالانضمام إلى الحركة. انتقلت فلورا بعد ذلك بفترة قصيرة إلى لندن، وقضت فترة ولايتها الأولى في هولواي بحلول نهاية عام 1906 بعد اعتقالها داخل مجلس العموم. اشتهرت فلورا بمجازفاتها المثيرة والجريئة، بما في ذلك التسلل الذي قامت به عام 1906 عبر الباب المفتوح في شارع داوننغ ستريت 10، في الوقت الذي أُلقي القبض على زميلتها إيرين ميلر لطرقها على ذلك الباب فقط.
استأجرت فلورا في عام 1908 زورقًا حتى تتمكن من الاقتراب من قصر وستمنستر عبر نهر التمز، حتى تستطيع مجادلة أعضاء البرلمان الذين كانوا جالسين على الشرفة الواقعة على ضفة النهر. عندما أُطلق سراح ماري فيليبس، التي عملت في الاتحاد الاجتماعي والسياسي للمرأة في غلاسكو، من السجن بعد قضاءها أطول فترة حكم والبالغة (ثلاثة أشهر)، رحبت بها فلورا دراموند مع موسيقى القرب الإسكتلندية، ومُطالِبات أخريات بحق المرأة في التصويت، وقد كانوا يرتدون زي الطرطان الإسكتلندي. كانت فلورا دراموند منظمًا رئيسيًا لتظاهر ميدان ترفلغار الحاصل في عام 1908، والذي أدى إلى الحكم عليهم بالسجن لمدة ثلاثة أشهر في هولواي مع كريستابل وإميلين بانكهورست بتهمة «التحريض على استعجال مجلس العموم»، وقد أُعطيت النساء خيار الالتزام بحفظ السلام لمدة اثني عشر شهرًا بدلًا من عقوبة السجن، ولكنهم اختاروا السجن في هولواي.
كانت فلورا في الأُثلوث الأول من الحمل عندما سُجنت، وبعد تعرضها للإغماء ونقلها إلى جناح المشفى، مُنحت إفراجًا مُبكرًا بسبب اعتلال صحتها. خالفت إيميلي بانكهورست «قاعدة الصمت»، التي حظرت على سجناء حق تصويت المرأة من التحدث لبعضهم البعض، عندما كانت دراموند تغادر السجن، قائلةً «أنا سعيدة لأنك ستكونين الآن قادرة على مواصلة العمل». حصلت دراموند على ميدالية الإضراب عن الطعام من الاتحاد الاجتماعي والسياسي للمرأة وذلك نظرًا «لبسالتها». كانت دراموند في أكتوبر عام 1909، الجهة المنظمة لأول موكب عسكري في إدنبرة، وذلك ردًا على التعليق النقدي الصادر عن قيادة الاتحاد الاجتماعي والسياسي للمرأة في نشرة أخبارها «أصوات من أجل النساء» التي قالت: «جميلة، ومتكبرة، ومحترمة، ومتشددة إدنبرة، مع شعبكم الحذر والصامد، أنتم لم تستيقظوا بعد للمشاركة في أساليبنا القتالية».
كان موضوع المسيرة «قد تم ويمكن فعله وسيُفعل»، بل وشارك النساء وهُنّ يحملن اللافتات ويلعبن مزمار القربة، ويرتدين إما ملابس العمل أو ملابس يقلدن بها شخصيات نساء إسكتلندية تاريخية. خرج عشرات الآلاف من الناس إلى شوارع إدنبرة لمشاهدة العَرض. نظمت دراموند وآني كيني في عام 1913 لقاًء لممثلي الاتحاد الاجتماعي والسياسي للمرأة مع كبار السياسيين ديفيد لويد جورج وإدوارد جراي. كان شرط الاجتماع أن يكون هؤلاء النساء من الطبقة العاملة اللاتي يمثلن جنسهن، إذ شرح هؤلاء النساء الأجر السيء الذي يتقاضوه وظروف العمل التي عانوا منها وأملهم في أن يمكّن التصويت النساء من تحدي الوضع الراهن بطريقة ديمقراطية. أوضحت أليس هوكنز من ليستر كيف يمكن لزملائها من العمال الذكور اختيار رجل لتمثيلهم، بينما تُترك النساء غير مُمثلات.
في مايو عام 1914، حاصر كلًا من دراموند ونوراه داكري فوكس (المعروفة فيما بعد باسم نوراه إيلام) منزل اللورد إدوارد كارسون ومنزل اللورد لانسدون، أعضاء برلمان حزب ألستر الوحدوي (MPS)، الذين كانوا يحرضون على التشدد في ألستر بشكل مباشر ضد مشروع قانون الحكم الداخلي الجاري ضمن البرلمان. استُدعي كلًا من دراموند وداكري للمثول أمام قُضاة الصلح بسبب «التحريض على الخطب»، وتشجيع النساء على التشدد.
تضمن ردهم على الصحفيين الذي أجروا مقابلات معهم، اعتقادهم بأنه يجب عليهم اللجوء إلى اللورد إدوارد كارسون واللورد لانسدون اللذين كانا يلقيان خطابات تحريضية ويشجعان التشدد في إيرلندا، ولكن يبدو أنهما في مأمن من تدخل السلطات للقيام بذلك. في وقت لاحق من نفس اليوم، امتثلت كلتا المرأتين أمام القاضي، وحُكم عليهما بالسجن ونُقلتا إلى هولواي، حيث بدأتا على الفور بالإضراب عن الطعام والشراب، بل وتحملتا فترة من التغذية الجبرية.

## التقاعد من العمل المباشر
تضمنت فترة حكم دراموند بالسجن العديد من الإضرابات عن الطعام، وإصابتها بأضرار جسدية، إذ قضت في عام 1914 بعض الوقت في أران من أجل استعادة صحتها. ركزت جهودها بعد عودتها إلى لندن في فترة اندلاع الحرب العالمية الأولى على إلقاء الخُطب والإدارة، بدلًا من العمل المباشر، وذلك بهدف تجنب المزيد من الاعتقالات.
بقيت دراموند من الأشخاص البارزين في الحركة، وقد كانت حاملًا في جنازة إيميلي بانكهورست عام 1928.
تطلق الزوجين في عام 1922، وفي وقت لاحق من ذلك العام تزوجت فلورا من ابن عم جوزيف، ألان سيمبسون. قُتل ألان خلال غارة جوية في عام 1944، وتُوفيت فلورا في عام 1949 إثر إصابتها بجلطة دماغية في سن السبعين.